# Мастер-билдинг
Мастер-Билдинг (англ. Master Building — «Дом Мастера», «Дом Учителя») — 29-этажный небоскрёб на острове Манхэттен (Нью-Йорк), построенный в 1925—1929 годах и включавший в себя Музей Рериха, Мастер-Институт объединённых искусств (англ. Master Institute of United Arts) и апартмент-отель. Здание представляло собой самый крупный и самый известный проект Николая Константиновича и Елены Ивановны Рерихов и их последователей в США.

## История строительства Мастер-Билдинга

Список рериховских учреждений с логотипами, 1931

В 1922 году художник и мистик Николай Константинович Рерих познакомился с преуспевающим нью-йоркским брокером Луисом Л. Хоршем (англ. Louis L. Horch). Хорш и его жена Нетти (англ. Nettie) стали приверженцами учения и личностей Н. К. и Е. И. Рерихов, к которым они обращались как «Гуру» и «Возлюбленные Мать и Отец».
Хорш выплатил различные долги Рериха, до знакомства с ним ведшего скромный образ жизни, и перешёл к финансированию проектов «Гуру». В переписке Рерихов Хорш упоминается под эзотерическими именами Логван и Рука Фуямы.
В 1923 году Хорш устроил в своём трёхэтажном нью-йоркском доме на Риверсайд-драйв Музей Рериха, но вскоре совместные инициативы приняли ещё больший размах. В 1925 году, в то время как Рерих находился в Азии, Хорш начал реализацию самого масштабного в финансовом отношении проекта — строительства Мастер-Билдинга (англ. Master Building, Дом Мастера или Дом Учителя). Старый дом Хорша был снесён, а участок — подарен им для строительства нового здания.
Мастер-Билдинг был построен по проекту архитектурных фирм Helmle, Corbett & Harrison и Sugarman & Berger, автор проекта — Харви Корбетт.
Мастер-Билдинг представлял собой 29-этажный небоскрёб в стиле ар-деко, на первых трёх этажах которого размещались общественные помещения — Музей Рериха (The Roerich Museum), Мастер-Институт объединённых искусств (The Master Institute of United Arts), Международный художественный центр «Corona Mundi», а на верхних этажах — апартмент-отель. В музее имелся Зал Востока со стенными росписями, выполненными тибетским ламой, хранилище тибетских манускриптов со свитками Ганджура и Данджура, часовня святого Сергия Радонежского с небольшой коллекцией русских икон. Для проведения публичных мероприятий была предназначена аудитория на 300 мест, которая могла использоваться как концертный или театральный зал, а также как кинотеатр. Верхняя часть здания имела пирамидальную форму, и весь верхний этаж состоял из одной комнаты, которая использовалась Рерихом и так называемым «внутренним кругом» его последователей для собраний и совещаний (эту комнату Елена Рерих в письмах иногда называет святилищем (англ. shrine); здесь же хранились её мистические манускрипты). В закладной камень здания были вложены подобранные Еленой Рерих духовно значимые для неё предметы.
Интересной особенностью планировки было то, что основной экспозиционный зал являлся вестибюлем, через который проходили все жители здания, посетители театрального зала и ресторана; таким образом, ознакомление с творчеством Рериха оказывалось обязательным для всякого, кто посещал здание.
Первоначально предполагалось завершить здание буддийской ступой, однако победил более реалистический подход, и вместо ступы появились 5 дополнительных этажей.
Апартмент-отели были популярным трендом в нью-йоркском девелопменте конца 1920-х годов. Одна из причин состояла в том, что градостроительные ограничения высоты жилых зданий (хорошо читающиеся по окружающей застройке) не распространялись на апартмент-отели. Основная масса квартир здания представляла собой студии и квартиры с одной спальней с маленькой кухней-нишей (англ. pastry) на проходе, по образцу гостиничного номера. Жильцам предоставлялись услуги горничных, в здании имелся собственный ресторан. Верхние пять этажей, которых не достигали лифты, представляли собой гостиные, выходящие на открытые террасы и предназначенные для всех жителей дома. Первоначально предполагалось, что здание будет населяться квартиросъёмщиками, симпатизирующими рериховскому искусству и идеям, принимающими участие в работе рериховских учреждений. В частности, планировалось, что специальный фонд Corona Mundi будет сдавать в аренду произведения Рериха его поклонникам, обитающим в доме; жильцы имели право бесплатного посещения всех мероприятий и учебных курсов, проводимых в здании. Эти идеалистические замыслы не реализовались, однако сам Рерих, Хорши и некоторые другие сотрудники Рериха действительно жили в Мастер-Билдинге.
Архитектурный облик здания, яркого памятника ар-деко, имел необычные особенности. Цвет фасада, выполненного из облицовочного кирпича, изменялся от тёмно-пурпурного снизу к светло-серому сверху, что, по замыслу автора, должно было создавать впечатление «чего-то растущего» (в настоящий момент здание выцвело и загрязнено, так что эта его особенность едва заметна). В здании первый раз в Нью-Йорке были применены панорамные угловые окна.
Конструкция здания была типичной для небоскрёбов того периода: металлический несущий каркас, плиты перекрытий по маленьким сводикам из облегчённого бетона, навесные наружные стены с лицевой верстой из цветного облицовочного кирпича.
Управляющей зданием организацией стал Музей Рериха (The Roerich Museum), руководимый Президентом Л. Хоршем и Советом поверенных (The Board of Trustees), Н. К. Рерих был Почётным президентом Музея. Хорш пожертвовал Музею 500 000 долларов и принадлежавший ему участок земли, а также дал в долг ещё 600 000 долларов. Остальные средства, необходимые для строительства, были профинансированы за счёт выпуска ипотечных облигаций (преимущественно под 6 %); объём стороннего финансирования значительно превышал собственные инвестиции Хорша. Предполагалось, что доходы от жилых помещений будут покрывать выплаты по облигациям, проценты по долгу Музея Л. Хоршу, а также давать средства на содержание Музея и Института.
Общая стоимость здания составляла 2 900 000 долларов.
Мастер-Билдинг был торжественно открыт 17 октября 1929 года. В коллекции музея было более тысячи полотен Рериха (большая часть из которых была куплена для музея Хоршем), произведения искусства Тибета, библиотека тибетских манускриптов. Институт объединённых искусств организовывал классы по живописи, скульптуре, архитектуре и дизайну. Рерих, находившийся в Азии во время строительства здания, приехал в США к его открытию. Мастер-Билдинг на тот момент представлял собой единственный в США музей одного художника. Летом 1929 года мэр Нью-Йорка организовал торжественную встречу для приехавшего в США Н. К. Рериха и принял его в своём офисе. С открытием Мастер-Билдинга популярность Рериха в США достигла высшей точки.
Проекты Рерихов в США поддерживались небольшой группой их активных последователей. Сами же Рерихи почти постоянно находились на Востоке и руководили своими приверженцами письменно. После 1923 года Н. К. Рерих приезжал в США только три раза и суммарно провёл в США менее года (ноябрь — декабрь 1924, июнь 1929 — апрель 1930, март — апрель 1934 годов). Рерих, непривычный к девелоперским концепциям 1920-х годов и к стилистике ар-деко, был расстроен, когда, приехав в США в июне 1929 года, он впервые увидел недостроенный небоскрёб.
Здание активно использовалось как культурный центр. Учебными программами Мастер-Института занимались преимущественно супруги Лихтман и Нетти Хорш, а исключительно активная Фрэнсис Грант организовывала мероприятия в большом зале. В начале 1930-х в Институте еженедельно проходили разнообразные музыкальные мероприятия, лекции, собрания; зал часто арендовался театральными труппами для спектаклей.
Необычное здание неофициально называлось в Нью-Йорке Lamasery (ламаистский монастырь) или Joss house (китайская молельня), хотя оно не использовалось для отправления обрядов.

## Финансовый кризис и план спасения здания от дефолта
Открытие Мастер-Билдинга практически совпало с началом Великой депрессии в США. Рынок недвижимости, равно как и рынок ценных бумаг, стремительно обрушился. Вложения в недвижимость, сделанные летом 1929 года, к концу того же года обесценились приблизительно в два раза. Медианная цена квадратного фута недвижимости на Манхэттене, составлявшая в 1929 году 3,82 долларов, упала в 1932 году до 1,61 долларов. Девелоперы не справлялись с обязательствами по ипотекам. Пик ипотечных дефолтов пришёлся на 1932 год, когда только на Манхэттене было закрыто продажей зданий (foreclosure) более 900 ипотек (при нормальном уровне около 100). Более 80 % облигационных займов 1925—1926 годов закончились дефолтами. В 1933 и 1934 годах на рынке вообще не было никаких продаж, кроме принудительных закрытий ипотек. Строительная активность с 1932 года и до конца Второй мировой войны упала до нуля; если в 1930 году в Нью-Йорке было построено 45 зданий выше 70 м (абсолютный рекорд), то в 1935 — ни одного. Вложения в недвижимость, сделанные в конце 1920-х годов, вышли на нулевую рентабельность только к 1960 году.
Финансовые результаты эксплуатации доходной части проекта — апартаментов — оказались (как и для всех проектов периода строительного бума конца 1920-х годов) неудовлетворительными, так как арендная плата уменьшилась в два раза, и Музей Рериха не справлялся с выплатами по облигациям. Между тем ипотечный банк (American Bond and Mortgage Company), державший облигации, разорился, и облигации перешли в руки кредиторов банка, не имевших ни деловых связей с Рерихом и Хоршем, ни симпатий к ним. Так как при этом часть доходов использовалась на содержание рериховских культурных учреждений, держатели облигаций в 1932 году подали иск против Л. Хорша, обвиняя его в недобросовестном управлении (англ. mismanagement), по результатам судебного процесса здание было подчинено внешнему управлению, представлявшему кредиторов. Доходы от здания более не могли использоваться для поддержки учреждений Рериха, и Хорш принял часть расходов на себя. Н. К. Рерих с определённой наивностью именовал кредиторов «антикультурными врагами» и «тёмными силами».
Конфликты сопровождались трагическим эпизодом — уволенный в 1932 году директор музея Гарри Керпер (Harry J. Koerper) покончил с собой.
Несмотря на внешнее управление, доход от здания не мог покрыть обязательств перед держателями облигаций, которые требовали прекращения ипотеки продажей здания. Данное решение, достаточно выгодное для заёмщиков на тот момент (проще было рассчитаться с кредиторами, отдав им здание, после кризиса стоящее не более чем половину задолженности, чем продолжать выплачивать фиксированные проценты по облигациям), было болезненным для Музея Рериха — музей был частью здания, и при ипотечном дефолте он попал бы в руки кредиторов, а все вложения Хорша в рериховские учреждения пропали бы полностью. Кроме того, по некоторым сведениям, коллекции музея также были заложены в обеспечение обязательств по ипотеке.
Хорш предпринял сложные переговоры с двумя основными группами держателей облигаций, которые были успешно завершены летом 1934 года. Держатели облигаций образовали акционерное общество, обменяв свои облигации на акции. Общество выкупило здание у Музея, ликвидировав тем самым его обязательства. Здание должно было быть передано Музею через 10 лет, причём Музей был обязан выкупить его ещё через 15 лет, уплачивая в первые 5 лет по закладной фактический доход (но не выше 4 %), во вторые пять лет — 4 %, в третьи пять лет — 6 %. В результате реорганизации Музей, ранее владевший зданием, но имевший значительные денежные обязательства, с которыми он не мог справиться, потерял право собственности на здание (но вместе с тем и ликвидировал обязательства), а также приобрёл гарантированный доход. Держатели облигаций, вместо обещанного, но не получаемого высокого дохода, приобрели временный контроль над зданием. Для создания нового акционерного общества — держателя здания — был реорганизован Мастер-Институт объединённых искусств, превратившийся из общественной организации (управляемой советом поверенных) в корпорацию (управляемую собранием акционеров). Юридическое значение реорганизации не осознавалось Рерихами, находившимися в тот момент вне США. На совете поверенных Музея и Мастер-Института при утверждении плана реорганизации за отсутствующих Рерихов голосовали по доверенности представители Хорша. Суд утвердил соглашение, и в феврале 1935 года внешнее управление было снято.
Данная операция могла быть совершена только при условии, что акционеры, желающие продолжать получать пониженный (против обещанного дохода по облигациям) доход от здания, составят большинство по отношению к акционерам, желающим продать здание. Таким образом, требовался выкуп части облигаций у желающих обналичить свои бумаги, который и был (по всей видимости, негласно) осуществлён Хоршем.

## Конфликт с Луисом Хоршем
Хорш помогал Рериху и в других его начинаниях — финансировал экспедиции «Гуру» и организовываемые им предприятия, прежде всего концессии «Ур» и «Белуха». С 1929 года все коммерческие начинания Рериха и Хорша шли неудачно. Концессии в России не смогли реализоваться, начавшаяся Великая депрессия привела к существенному падению доходов от «Дома Мастера» и прямым убыткам Хорша. Общий объём пожертвований Хорша на проекты Рерихов к тому моменту превысил 1 000 000 долларов, что соответствовало 13—16 млн долларов 2010 года. Реорганизация структуры владения зданием, предпринятая в 1934—35 годах, потребовала от Хорша ещё больших дополнительных вложений. Хотя данные вложения не являлись пожертвованиями, направление практически всех денег, которыми Хорш располагал, на убыточный в текущем состоянии проект имело для Хорша огромное финансовое и психологическое значение (известный журналист Вестбрук Пеглер описывал процесс спасения здания от продажи как «запихивание в пресс для глажения белья»).
Отношения в небольшом нью-йоркском кружке последователей Рериха были достаточно конфликтными; наиболее рьяные поклонники и пропагандисты Рериха, прежде всего Фрэнсис Рут Грант, исполнительный директор Музея, не оказывали желаемого уважения Хоршу, на средства которого содержался Музей. Мистически настроенные последователи Рерихов просто не осознавали тех огромных финансовых и юридических сложностей, которые надо было преодолеть для спасения проекта. Кроме того, Фрэнсис Грант была активным деятелем и одним из инициаторов Панамериканского культурного движения. Идея оплаты поездок Ф. Грант в Южную Америку и деятельности панамериканских общественных организаций из средств Музея раздражала Хорша, не испытывавшего интереса к данной теме.
Ситуация усугублялась для Рериха и тем, что одновременно крайне неблагоприятно складывались отношения с самым высокопоставленным из его последователей — министром сельского хозяйства США Г. У. Уоллесом. Хорш и Уоллес были хорошо знакомы друг с другом; Уоллес познакомил Хорша с президентом США Ф. Д. Рузвельтом, которому Хорш собственноручно передавал написанные высокопарным слогом послания Е. И. Рерих, содержащие мистические советы и поучения. Маньчжурская экспедиция Рериха 1934—35 годов превратилась, как это воспринималось из США, в сплошной скандал; американская пресса обвиняла Рериха в «унижении правительства США». Хорш, дороживший контактами с президентом, предчувствовал, что Рерих вот-вот превратится для правительства США в персону non grata.
Доверие Хорша к Рериху, первоначально безграничное, постепенно оказывалось всё более и более подорванным.
В августе 1935 года разразился кризис — Хорш окончательно вышел из повиновения Рериху: «Работая под Вашим руководством, мы ожидали, что высокие духовные принципы будут претворяться в жизнь, но, напротив, в работе мы испытали наиболее плачевные и отрицательные аспекты человеческих отношений и жизни. Под маской духовности мы наблюдали служение эгоизму и самовосхвалению. Ваш подход и действия по отношению к нам были крайне несправедливыми, и Ваше пренебрежение тем, что я сделал ради Вас, Вашей семьи и дел, которые прославили Ваше имя, ни с чем не сравнимо».
Хорш, как президент Музея Рериха и его кредитор, имел значительное влияние на совет поверенных. Как оказалось, контроль над Мастер-Билдингом (как зданием) после реорганизации в 1935 году по существу принадлежал Хоршу (при реорганизации Хорш выкупил большую часть акций новой компании, владевшей зданием), а Рерих распоряжался им постольку, поскольку Хорш был готов добровольно ему повиноваться. Таким образом, как только Хорш отказался сотрудничать с Рерихом, он оказался фактическим владельцем всего здания, а также, к особенному расстройству Рерихов, и коллекций музея. Кроме того, Хорш располагал и частными векселями Н. К. Рериха.
В декабре 1935 года Хорш убрал имя Рерихов с вывесок и бланков всех учреждений, а в 1937 году выгнал сохранивших верность Рерихам сотрудников из здания.
Хорш инициировал проверку налоговой службы США (IRS), в результате которой была выявлена неуплата Н. К. Рерихом подоходного налога на сумму 48 000 долларов, а также выиграл в суде частные иски к Рериху на сумму 200 000 долларов. Поведение Хорша в ситуации с налогами выглядело достаточно непорядочным, так как именно он и вёл все финансовые дела Рериха в США в предшествующие годы.
Рерихи, полностью не ожидавшие такого оборота дела, сочли Хорша предателем. В течение 2—3 лет они пытались отстоять свою правоту в судах США, однако им не удалось доказать права не только на участие в управлении зданием (или же право собственности на здание), но и на художественные коллекции. Не удалось Рерихам доказать и то, что суммы, выплаченные Хоршем в 1927—1929 годах за приобретённые в собрание Музея картины (около 250 000 долларов) и заработная плата Рериха как руководителя экспедиции за 1934 год не подлежали обложению подоходным налогом. Заявления об обманах, совершённых Хоршем (подделка векселей и писем Рериха, подделка решений совета поверенных, злонамеренное введение в заблуждение и т. п.), также не нашли подтверждения в суде. Даже попытки Рерихов наложить арест на коллекции до окончания судебных разбирательств не увенчались успехом. К 1938 году все судебные процессы завершились в пользу Хорша, а к 1941 году — в пользу правительства США.
Переписка Рерихов показывает, что им (в отличие от Хорша) катастрофически недоставало финансовых и юридических познаний для осознания тонкостей и сложностей американского корпоративного, ипотечного и налогового права. Н. К. Рерих, судя по его заявлениям, имел привычку подписывать юридические и финансовые документы, значения которых он не понимал. Эти обстоятельства послужили причиной неудач, сопровождавших попытки Рерихов отстоять свои позиции в суде.
Рерихи также не осознали, что контроль Музея над зданием был потерян вследствие падения стоимости и доходности недвижимости — к концу 1929 года задолженность по ипотеке превысила стоимость имущества. По мнению Рерихов, Хорш обманным образом проголосовал от имени Рерихов на совете поверенных Музея и Мастер-института при принятии решения об исключении имени Рериха из названия учреждений в декабре 1935 года и тем самым захватил здание. Между тем, здание в любом случае полностью находилось в руках кредиторов (и контролировалось Хоршем как кредитором), так что данное решение было бы всё равно проведено в жизнь через постановление кредиторов. Если бы Хорш не выкупил большую часть акций на себя (видимо, в попытке спасти Музей), то Музей был бы изгнан из здания ещё ранее, в 1934—1935 году, безразличными к Музею держателями облигаций (в процессе foreclosure).
Вкупе с разрывом Рериха с Г. Э. Уоллесом, претензиями к Рериху со стороны правительства США, критическим отношением к Рериху американской прессы данные события (сопровождавшиеся наложением ареста на всё имущество Рериха в обеспечение погашения налоговой задолженности) привели к тому, что Рерих более не смог вернуться в США. Хорш добился того, что Госдепартамент разослал консульствам указания не выдавать Рериху американскую визу. Рерих и Хорш так и не примирились.
В результате скандального разрыва с Хоршем финансовая база проектов Рериха истощилась. Репутация Рериха в США была в достаточной мере подорвана. Рерихи были вынуждены свернуть деятельность Института гималайских исследований «Урусвати», прекратить экспедиции и до самой смерти (Н. К. Рерих умер в 1947 году, Е. И. Рерих умерла в 1955 году) жили в своём доме в Индии, в долине Кулу, ведя скромный в финансовом отношении образ жизни.
Конфликт с Хоршем вызвал ещё одну цепочку последовательных событий. На фоне угасания рериховских учреждений активисты рериховского движения Фрэнсис Рут Грант и Зинаида Лихтман (Фосдик) рассорились. Ф. Грант в качестве компрометирующего материала продала связанным с республиканской партией журналистам так называемые «Письма Гуру» — письма Г. Э. Уоллеса к Н. К. Рериху, оказавшиеся в её распоряжении. На президентских выборах 1940 года Уоллес был выдвинут демократами на пост вице-президента, и республиканцы пытались использовать письма как компрометирующий материал, свидетельствующий об идиотизме Уоллеса. Хотя Уоллес и был избран, письма снова «выстрелили» к выборам 1944 года и послужили одной из причин того, что кандидатом в вице-президенты на эти выборы был выдвинут Г. Трумэн. Через 3 месяца, после смерти Ф. Д. Рузвельта, Трумэн стал президентом США, а Уоллес навсегда выпал из политической жизни.

## Дальнейшая история здания и коллекций
В результате череды скандалов, арестов имущества и судебных процессов Музей Рериха в 1938 году был закрыт, а коллекции — вывезены Хоршем из здания; здание попало под контроль Хорша, который продолжал использовать его в схожих гуманитарных целях, разместив в нём музей современного американского искусства (англ. Riverside Museum) и театр (англ. Equity Library Theater). Музей под руководством Нетти Хорш специализировался на выставках современного и этнического искусства. Продолжалась и образовательная деятельность Мастер-института.
Долги отягощали здание ещё очень долго. В 1947 году Хорш в интервью сообщил, что ипотечная задолженность составляет 1,29 млн долларов. Самого себя Хорш, в тот момент бывший правительственным чиновником, называл человеком, который «когда-то был богат».
К концу 1950-х окрестности здания стали постепенно превращаться в трущобы, и Л. Хорш возглавил первую в Нью-Йорке экспериментальную общественную программу по реабилитации территории (англ. Bloomingsdale conservation project).
Коллекции и документы Музея Рерихов также попали в руки Хорша. Хорш, после разрыва с Рерихом, не считал его художественные работы ценными и пытался сбыть коллекцию с рук. Однако из-за резко упавшей репутации Рериха в США покупателей не находилось. Постепенно коллекция работ Рериха была частично раздарена Хоршем различным образовательным учреждениям (также полностью не осознававшим их ценности), частично продана частным коллекционерам, частично выкуплена сохранившими верность Рерихам последователями, которые под руководством Зинаиды Лихтман (Фосдик) в 1949 году организовали второй музей Рериха в Нью-Йорке. Хорш, проявив мстительность, отказался вернуть Е. И. Рерих её рукописи (не представлявшие для него самого никакой ценности). Только после смерти Нетти Хорш, в 1990-х, бумаги Е. И. Рерих были переданы наследниками в Амхерст Колледж (Amherst College) и стали доступны для исследователей.
Дом принадлежал Луису Хоршу до 1971 года, затем престарелые супруги Хорш вышли из бизнеса и переехали во Флориду, музей был закрыт, а дом превращён в кооператив из 335 квартир. Сегодня здание называют the Master`s и the Master Apartments. Здание расположено по адресу: 310 Riverside Drive, Manhattan, New-York (40°48′01″ с. ш. 73°58′15″ з. д.).
Стоимость односпальной квартиры в наше время — от 590 000 долларов (на 2009 год). При постройке стоимость здания составляла 65 центов за кубический фут, что, в приведении к площади жилых помещений, составляло 100—120 долларов за квадратный метр. В настоящий момент (2010) квадратный метр жилой площади здания стоит около 9300 долларов, в 78—93 раза (с учётом инфляции доллара — в 6—7 раз) дороже, чем при постройке.
Коллекция тибетского искусства, собранная Рерихами (138 предметов), была сохранена Хоршами в составе Riverside Museum, а после закрытия музея в 1971 году — подарена ими Университету Брандейса в Массачусетсе. В 2003 году университет, во время визита Далай-ламы XIV, подарил коллекцию тибетскому народу. Так как тибетский народ, с точки зрения Далай-ламы, несвободен, коллекция хранится в Тибетском Доме (Tibet House) в Нью-Йорке.
Стоимость работ из коллекции Музея Рериха в настоящее время значительно возросла. Например, эскиз Н. К. Рериха к опере «Садко» был продан наследниками Хоршей на аукционе в 2011 году за 842 000 долларов. Коллекция Луиса и Нетти Хорш — самый распространённый провенанс для продающихся сегодня на международных аукционах многочисленных картин Рериха.
Несмотря на высокий спрос на работы Рериха на международном арт-рынке, искусство Рериха по-прежнему не пользуется популярностью в США. Музей Рериха в Нью-Йорке посещают в среднем 35 человек в день; музей бедствует и существует на скудные пожертвования.
Луис Хорш умер в 1979 году в возрасте 90 лет, Нетти Хорш умерла в 1991 году в возрасте 94 лет. Их сын, Фрэнк Хорш, которому в раннем детстве симпатизировали Рерихи (в их переписке он упоминается под именем Флавий), был загадочным образом застрелен в подвале Мастер-Билдинга в 1975 году. Дочь Хоршей, художница Ориола Фешбах (англ. Oriole Farb Feshbach), в настоящий момент (2010) живёт в Амхерсте, Массачусетс.
О Рерихе в здании сегодня напоминает закладной угловой камень, сохранивший эмблему Музея. Внутри камня находятся присланные Рерихом и положенные в него Хоршем при закладке здания реликвии: изображение Майтрейи, письмо Махатмы Мории, две тибетские монетки, чудесным образом явившиеся Е. И. Рерих, и 17 мексиканских долларов.

## Фотографии здания

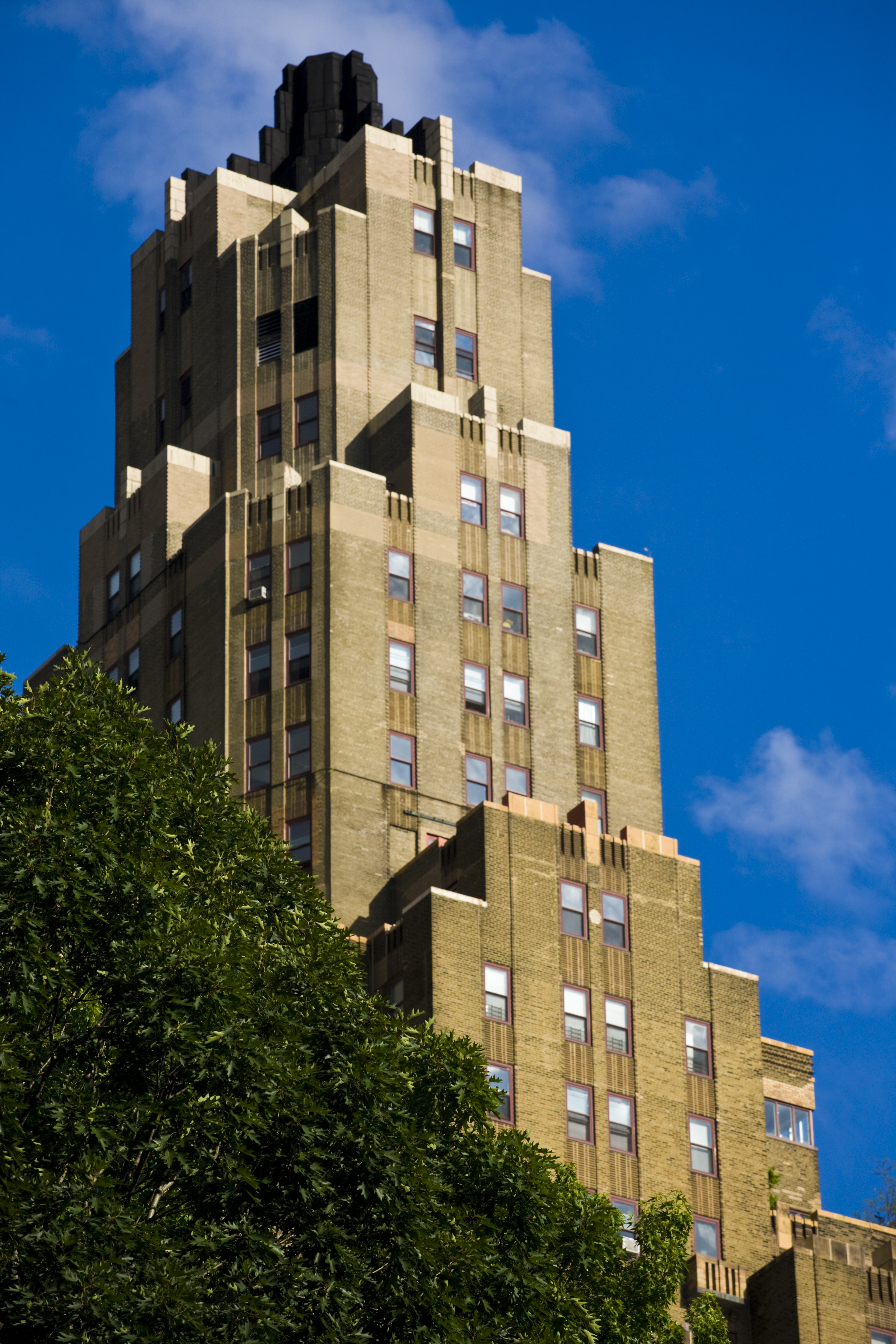
Здание в солнечном свете
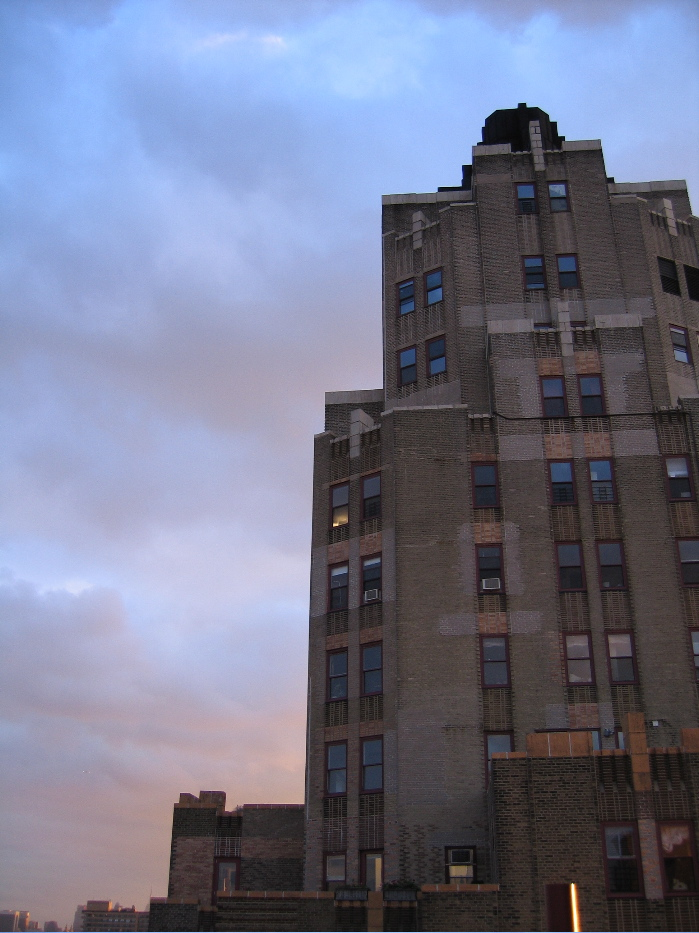
Здание в сумерках

### Комментарии
1. ↑  Хорш был старшим партнёром фирмы Horch-Rosentahl, специализировавшейся на биржевых валютообменных операциях.
2. ↑  То есть Рука Рериха; Фуяма — эзотерическое имя Н. К. Рериха.
3. ↑  Название многозначное. Для последователей Рериха (см. дневник З.Фосдик Архивная копия от 3 февраля 2015 на Wayback Machine, записи за 1922 год) Мастера (или Владыки) — это Махатмы, Мастер — как правило, Махатма Мориа. Разумеется, никто не ожидал, что эти аллюзии будут понятны американской публике.
4. ↑  супруги Лихтман и Ф. Грант.
5. ↑  В состав совета входили семь человек: Николай и Елена Рерих, Луис и Нетти Хорш, Зинаида и Морис Лихтман, Фрэнсис Грант. В 1929 году в совет был введен новорожденный сын Хоршей Фрэнк.
6. ↑  Имеется в виду общая сумма пожертвований и займов Хорша учреждениям Рериха, а не только её часть, затраченная на строительство здания.
7. ↑  В различных статьях часто упоминается цифра в 1006 полотен, однако Музей постоянно покупал новые работы Рериха, и размер его коллекции увеличивался.
8. ↑  Финансирование осуществлялось по достаточно запутанной схеме: основную массу кредитов составлял заём у специализированного банка (bond house) American Bonds & Mortgage Co, но часть облигаций продавалась Музеем по ходу строительства на открытом рынке; так как банк начал разоряться ещё до биржевого кризиса и завершения проекта, Музей был также вынужден осуществлять небольшие дополнительные займы по вторым закладным. Взаиморасчёты между различными рериховскими учреждениями также производились по чрезвычайно запутанным схемам.
9. ↑  Сведения об этом носят косвенный характер. Все источники, связанные с последователями Рериха, единодушно подтверждают, что контроль над зданием достался Хоршу. В то же время, по условиям урегулирования ипотечного дефолта, утверждённым судом (см. выше), здание полностью перешло в собственность держателей облигаций, обменявших свои облигации на акции. Единственным возможным объяснением, связывающим два этих факта, является выкуп Хоршем контрольного пакета акций.